# Històries del laberint
Històries del laberint (迷宮物語, Mania-Mania: Meikyū Monogatari?), de vegades coneguda amb el nom anglès de Neo Tòquio, és un recull de tres curts animats de ciència-ficció, produït per l'estudi Madhouse al Japó el 1987. Aquests tres animes s'inspiren de novel·les de l'autor Taku Mayumura, i respectivament han estar realitzades per tres grans noms de l'animació: Rintarō, Yoshiaki Kawajiri i Katsuhiro Ōtomo. Ha estat doblada al català

## Argument
El recull està compost de tres històries, anomenades Labyrinthe (Labyrinth Labyrinth), El corredor (Hashiro Otoko) i Atureu el treball! (Koji chushi Meirei). A continuació el resum de cadascun d'ells.

### Labyrinthe
Aquest primer curt de Rintarō obre i tanca el recull. Sachi i el seu gat Cicéron es troben atrapats en un món fantàstic (inspirat en l'univers del circ) passant a través d'un estrany mirall. Un pallasso els convida llavors a seguir-lo en aquest univers poblat de criatures estranyes, abans d'enllaçar amb els dos curts següents.

### El corredor
Dirigit per Yoshiaki Kawajiri, aquest segon curt adopta un estil més fosc. En aquest univers, l'un dels esports més populars és una mena de carrera d'automòbils, on tots els cops són permesos. Zach és el campió indiscutible de la disciplina; està en efecte dotat de poders psiquics que li permeten guanyar les carreres amb facilitat. Però al final d'un últim gran premi, es torna com boig i intenta perseguir el seu doble.
Aquesta història s'enfoca en el costat psicològic, i recorda molt en aquest sentit la pel·lícula Rollerball.

### Atureu el treball!
Aquesta tercera part és la obra de Katsuhiro Ōtomo que explora el tema dels robots i de la tecnologia. En una societat tecnologicament avançada, Tsutomu Sugioka té com a missió aturar un antic projecte: l'edificació d'una immensa ciutat la construcció de la qual és totalment realitzada per robots. No obstant això, aquests últims refusen aturar el treball i segueixen la seva absurda tasca. Sugioka és llavors temptat d'arribar al cor del sistema per aturar la construcció.
Més pròxim de la ciència-ficció, Ōtomo lliura aquí una reflexió sobre la relació entre l'home i la màquina.

### Difusió
La pel·lícula ha estat difosa per primera vegada al Tōkyō International Fantastic Film Festival de 1987, abans de sortir al cinema al Japó el 1989.